# Liancourt
Liancourt è un comune francese di 7 182 abitanti situato nel dipartimento dell'Oise della regione dell'Alta Francia. Il comune è gemellato con la città di Olgiate Comasco.

## Società

### Evoluzione demografica
Abitanti censiti